# Vrahovice (železniční zastávka)
Vrahovice je železniční zastávka na železniční trati Nezamyslice – Olomouc (301), která se nachází ve Vrahovicích vedle obecního hřbitova na adrese Majakovského 77. Budova zastávky byla postavena v roce 1946 podle projektu místního stavitele Richarda Nedělníka.
Slavnostně byla otevřena a uvedena do provozu 12. května 1946. Od počátku 90. let 20. století se v této zastávce neprodávají jízdenky, cestující si je mohou koupit ve vlaku.
9. prosince 2004 došlo ve Vrahovicích k železničnímu neštěstí, kdy se vojáci vracející z cvičení ve vojenské Tatře srazili s projíždějícím vlakem na železničním přejezdu vedle zastávky Vrahovice. Nehoda si vyžádala pět mrtvých, dalších osm lidí bylo zraněno. Vedle místa tragédie byl postaven malý pomník.
Od roku 2005 je budova železniční zastávky Vrahovice sídlem Spolku za staré Vrahovice.